# Anton Gavel
Anton Gavel (* 24. Oktober 1984 in Košice, Tschechoslowakei) ist ein ehemaliger slowakisch-deutscher Basketballspieler und jetziger -trainer.

## Werdegang

### Vereine
Der 1,89 m große und 87 kg schwere Shooting Guard spielte in seiner Jugendzeit für den BK Chemosvit, bevor er 2000 im Alter von 15 Jahren nach Deutschland zur BG Karlsruhe wechselte. Dort sammelte das Talent nicht nur Bundesligaerfahrung, sondern absolvierte 2004 auch sein Abitur. Ab 2004 lief er zwei Spielzeiten für die Gießen 46ers auf, für die er bei 69 Ligaeinsätzen im Schnitt 14,1 Punkte erzielte und 2,7 Assists auflegte. Somit war er maßgeblich am Erreichen des Playoff-Halbfinals 2005 und dem dritten Platz im DBB-Pokal 2006 beteiligt. Dafür wurde er zum Neuling des Jahres (Rookie of the Year) der Bundesliga-Saison 2005/06 gewählt.
Nach diesem Durchbruch wechselte der Aufbauspieler zur spanischen Erstligamannschaft Polaris World aus Murcia. Nach zwei Spielzeiten ging er in der Saison 2008/2009 für den griechischen Club Aris Thessaloniki auf Korbjagd. Am 12. November 2009 verpflichteten die Brose Baskets Bamberg den gebürtigen Slowaken als Ersatz für den verletzten John Goldsberry. Gavel erhielt zunächst einen Vertrag für einen Monat, der im Januar 2010 bis zum Saisonende verlängert wurde.
Im August 2010 erhielt er erneut einen Vertrag über zwei Jahre. Mit dem Verein feierte er dessen größte Erfolge und gewann 2010, 2011 und 2012 dreimal in Folge das nationale Double. In der Bundesliga-Saison 2011/12 wurde er zudem als bester Verteidiger der Spielzeit ausgezeichnet. In der Saison darauf errang er diese Auszeichnung erneut und wurde zudem ins All-BBL First Team gewählt.
Im Sommer 2014 wechselte er zum Ligakonkurrenten FC Bayern München. Dort unterschrieb Gavel einen Zweijahresvertrag. Im Juli 2016 unterzeichnete er ein neues, bis 2018 datiertes Arbeitspapier beim FCB, und feierte 2018 seinen insgesamt fünften deutschen Meistertitel. Nach zwölf Spielzeiten in der Bundesliga gab Gavel Ende August 2018 im Alter von 33 Jahren sein Karriereende bekannt.

### Slowakische Nationalmannschaft
Gavel spielte in folgenden Turnieren für die slowakische Nationalmannschaft:
- Universiade 2005
- Europameisterschaft 2005 Division B
- Europameisterschaft 2007 Division B
- Europameisterschaft 2009 Division B
- Europameisterschaft 2011 Division B
- Qualifikation für die Europameisterschaft 2013

### Deutsche Nationalmannschaft
Gavel bereitete sich 2015 mit der deutschen Nationalmannschaft auf die Europameisterschaft 2015 vor und beantragte einen Wechsel der Basketball-Nationalität. Am 13. August 2015 wurde dieser Antrag genehmigt. Sein Debüt für Deutschland gab Gavel am 14. August 2015 gegen Kroatien. Er nahm 2015 an der EM teil und bestritt insgesamt zwölf Länderspiele für die deutsche Mannschaft.

## Trainer
Gavel arbeitet nach dem Ende seiner Profikarriere als EuroLeague-Experte für den Bezahlsender Telekom Sport. In der Sommerpause 2019 übernahm er in Ulm das Amt des Cheftrainers bei der ProB- und NBBL-Mannschaft. 2022 wurde er in Ulm zum Cheftrainer der Bundesligamannschaft befördert. Er führte die Mannschaft, die die Bundesliga-Hauptrunde der Saison 2022/23 auf dem siebten Tabellenrang beendet hatte, im Juni 2023 zum ersten deutschen Meistertitel der Vereinsgeschichte. Auf dem Weg zu diesem Erfolg schaltete man die drei Mannschaften (Berlin, München, Bonn) aus, die in der Hauptrunde auf den ersten drei Plätzen gestanden hatten.
Im März 2024 wurde sein Wechsel nach Bamberg mit dem Beginn des Spieljahres 2024/25 vermeldet.

## Erfolge
Als Spieler:
- 4× Deutscher Meister mit Brose Baskets (2010, 2011, 2012, 2013)
- 3× Deutscher Pokalsieger  mit Brose Baskets (2010, 2011, 2012)
- 1× Deutscher Meister mit dem FC Bayern München (2018)
- 1× Deutscher Pokalsieger mit dem FC Bayern München (2018)

Als Trainer:
- Deutscher Meister mit Ratiopharm Ulm (2023)

## Auszeichnungen
- Rookie of the Year 2006
- 2× Bester Verteidiger der Basketball-Bundesliga (2012, 2013)
- All-BBL First Team (2013)
- BBL Finals MVP (2013)